# 플립카트
플립카트(영어: Flipkart)는 인도 벵갈루루에 본사를 둔 전자 상거래 기업이다. 2007년 10월 사친 반살과 비니 반살 (친족 아님)이 설립하였다. 플립카트는 DigiFlip이라는 이름으로 태블릿, USB, 노트북 가방 등의 제품을 판매하고 있다. 2017녀 4월 기준으로 회사의 가치는 116억 달러로 평가되고 있다.

## 같이 보기
- 온라인 쇼핑